# Метохија
Метохија је географска област која обухвата јужни и западни део српске аутономне покрајине Косово и Метохија. Друга област у покрајини се зове Косово.

## Назив
Метохија значи „земља под управом манастира“. Назив долази од грчке речи метох (μετοχή []) што значи „заједница, која је првобитно означавала насеобину монаха који обрађују манастирску земљу“. Код Срба у средњем веку означава манастирско имање. На албанском Метохија се сматра делом шире области Rrafshi i Dukagjinit (што значи „равница војводе Јована“ по једном средњовековном великашу; на српском Дукађин (алб. Dukagjin)), која обједињује Метохију и одређене крајеве Албаније западно од албанске границе.
Албански националисти виде назив Метохија у негативном светлу, јер их асоцира на Српску православну цркву. Од проглашења аутономне области/покрајине на тлу Космета 1945. године, Метохија је била саставни део званичног назива територије. Метохија је избачена из назива покрајине новембра 1968. године, као део покушаја да се смање националне тензије са Албанцима. 1990. године Метохија је враћена у назив покрајине. Резолуција Савета безбедности ОУН 1244, УНМИК и садашња влада Косова користе искључиво Косово као назив покрајине, међутим не постоји правни акт којим је Метохија званично избачена из назива.
Ранији назив за простор северног дела Метохије, је име Хвосно, словенског је порекла.

## Географија
Метохија на најширем делу има 23 km ширине, а дуга је око 60 km, на просечној надморској висини од 550 метара. Главна река је Бели Дрим. Метохију окружују планине Копаоник на северу и северозападу, Проклетије на западу, Паштрик на југозападу, Шар-планина на југу и југоистоку и Дреница, која је одваја од остатка Косова, на истоку и североистоку.
Предео Метохије је изразито богат природним богатствима. Метохијска котлина је позната по плодним ораницама, земљи црници, прелепим пропланцима, рекама, виноградима.
- Због својег положаја, умерено континентално-медитеранске климе, Метохија представља један од најбољих предела за виноградарство у Србији. То и не чуди јер је метохијско вино из околине Велике Хоче и Призрена, било надалеко познато још из времена цара Душана. Чак је у Душаново време постојао виновод од керамике, који је снабдевао царске призренске подруме вином, са околних винограда.

### Геолошка грађа
Геолошку грађу Метохије чине различите стратиграфско-петролошке формације, почев од старопалеозојских до холоцених седимената. На југу Метохије налазе се Шарске планине које су заједно са својим огранцима изграђене од палеозојских шкриљаца. На Коритнику и Паштрику најчешће се јављају скрашћене кречњаци .Ђеравица и Богићевица претежно су изграђени од шкриљаца и габра, а мање од тријаских кречњака и дијабаза док на Проклетијама преовлађују тријаски пештари, глинци, конгломерати и кречњаци. Дно котлине је покривено глином, песком, кречњацима и шљунком, преко којих на великом пространству леже речни седименти и моренски наноси.

### Рељеф
Метохија је спуштена дуж раседа на сутоку Динарида и Хеленида за време савске фазе алпске орогенезе у олигомиоцену (референца). Спуштање је касније настављено а о томе сведочи рецентни раседи. Главне раседне линије пружају се дуж југозападног и северозападног обода потколине. Најдужи расед је пећко-дечански а ту су још и бањски и ђаковички.
Призренска и Мирушка котлина простиру се у југоисточном и источном делу Метохије и представљају секундарне котлине, спуштене дуж два скоро паралелна раседа. У току неогена Метохија је заједно са Призренском и Мирушком котлином и суседним Опољским пољем представљала велико језеро са мноштвом околних притока са планинских венаца као што су Проклетије и Шар планине.
Метохија поред тектонских садржи глацијалне, абразионе и флувијалне облике. Језерски седименти и слабо очувани абразиони трагови по ободу котлине у међувисинама од 570 до 1000 метара указују на велико неогено Метохијско језеро, које је било спојено са косовским језером, односно старим заливима Егејског мора и Паратетиса. После ишчезавања Метохијског језера, на високој централној језерској равни јавио се Бели Дрим, који је прикупио токове са суседних планина и односећи воде из Метохије у Јадранско море, усекао је значајне и типски изражене речне долине. На Проклетијама постоје циркови иду чак до 6 km. Крашког рељефа нема много на Метохији он је само присутан на Паштрику и Проклетијама док се остале планине углавном састоје од моћних мезозојских кречњака, који се одликују изразитим облицима краса. Поред шкрапа и вртача у Метохији су заступљене и неке пећине од којих су најпознатије: Радавачка, Уљарица, и пећина Душ.
Притоке Белог Дрима усекле су бројне клисурасте и кањонске долине. Долина Мируше је кањонска на дужини од 2,5 километара. Ова кањонска долина дубока је до 200 метара а местимично сужена до 5 метара. Клисурасти део кањонске долине Мируше дугачак је 10 km (понорница, 13 језераца, водопади те отуда назив ’’метохијске Плитвице’’). Познате клисуре су :Руговска и Дувска. Руговска клисура у горњем делу представља валов руговског ледника којем је претходила долина Прабистрице. Доњи део ове клисуре издубила је Пећка Бистрица. Дужина Руговске клисуре износи 23 km а дубина иде до 1000 m. Поједини њени делови имају инверсне стране. Дечанска Бистрица усекла је кањонску долину која има сличности са Руговском клисуром.
Дувска клисура је клисураста долина Призренске Бистрице која је усечена на прелазу из Средске у Призренску котлину. Средска котлиница налази се у метохијској подгорини Шаре и у њој је извориште Призренске Бистрице. У наставку Дувске котлине налази се макровплавина на којој је подигнут Призрен. Призренска Бистрица пред ушћем у Бели Дрим усекла је другу клисуру док се њено ушће налази у клисури коју је усекао Бели Дрим.

## Клима
Због свог изолованог и завученог положаја Метохија се одликује измењена средоземна клима. У ствари, Метохија има умереноконтиненталну климу са јаким утицајем јадранске климе. Због мале удаљености од јадранске обале (свега 130 km) утицај благе климе продире уз долине реке Дрим, те се нарочито осећају у јужном делу Метохије. Околне високе планине зими штите котлину од хладних северних ветрова. Лето је дугачко и топло док снег пада током децембра, а нестаје током марта. Веома лоша одлика климе у Метохији лежи у томе што кише не падају лети када је то најпотребније за усеве већ падају током јесени. Медитерански утицаји у клими Метохије се огледају да су лета изразито врућа (понекад без капи кише) а зиме благе и кишовите.

## Воде
Ниска Метохија није богата падавинама, али је богата изворима, рекама понорницама и врелима. Најпознатије врело је врело Белог Дрима и Источно врело. Такође се јављају и термо-минерални извори (најпознатије су терме у Пећкој бањи и Дечански кисељак). Такође у Метохији се користе и артешке воде.
Бели Дрим је највећа и најзначајнија река у Метохији. Извире између Жљеба и Русуље,12 километара источно од Пећи и спада у једно од најснажнијих врела у Републици Србији. Вода врела пада преко водопада и формира реку која даље кривуда према метохијској равници. Велика количина воде која доноси ова река служи за наводњавање обрадивог земљишта током суша. У Метохији Бели Дрим представља равничарску реку, са малим падом, мирним током, плитким коритом, ниским обалама и честим меандрима. Код села Жура Бели Дрим напушта Метохију, а код места Кукс спаја се са Црним Дримом у Дрим. Главне притоке Белог Дрима су: Сушица, Пећка и Дечанска бистрица и,Ереник, Мируша и Клина.
Пећка бистрица извире у Мокрој Гори. Због великог пада у горњем току она је брза планинска река. Даље пртиче кроз Руговску клисуру и Пећ, а потом кроз равничарски део Метохије у којој сада добија одлике троме и споре равничарске реке. Низводно од Клине, Пећка Бистрица се улива у Бели Дрим.
Дечанска Бистрица извире под Копривником на 1700м. Она постаје од Кожњарске Бистрице и Марјашке реке.
Ереник представља највећу притоку Белог Дрима. Извире испод Ђеравице, а код Швањског моста утиче у Бели Дрим. Ток јој најпре креће ка југу а потом као лакат скреће ка истоку.
У Метохији нема већих језера ако се не узму у обзир речна и Проклетијска језера, мало Беримско језеро на Мокрој планини и крашко опољско језеро, које представља остатак некадашњег већег језера.

## Флора и фауна
Метохија је једна од ретких шумовитих регија у нашој земљи. На простору између Ђаковице и Пећи под утицајем медитеранске климе,јављају се велике шуме питомог кестена. Медитерански утицаји на Метохију се огледају и у биљном покривачу њеног дна(провинције медитеранских полупустиња). У нижим областима Проклетија јављају се храстове шуме док се изнад њих се простире букове шуме, а највиши појас чине четинари. Код четинара и мешовитим шумама јављају ендемичне врсте као што су муника,молика,бели бор,црни бор,смрча и јела. Изнад горње границе шума развијен је појас планинског бора кривуља(најчешће се простире на Копривнику). Муника се простире на Проклетијама на кречњачким теренима, у клисури Пећке Бистрице и на Жљебу. Муника се може наћи на Стреочкој планини и достижу висино и до 25 метара. Шуме јеле и смрече су највредније и представљају окосницу дрвне индустрије у Метохији. Изнад шума у Метохији се простиру ливаде и пашњаци. На висинама преко 2400 метара вегетација нестаје и тада преовлађују планинске пустиње које су вечно под снегом и ледом.
Фауна је веома развијенима у високим областима Метохије него у ниским. На Проклетијама се могу наћи велики број дивљачи у четинарским шумама као и на пашњацима на великим висинама. Најкрупнија звер која се налази на Проклетијама, Копривнику, Кожњару и Лочанској Бистрици је мрки медвед. У Метохији се развила дивља свиња због тога сто муслиманско становништво не једе свињетину. У густим шумама Коритника и Шаре се може наћи рис. Док у нижим крајевима је су најзаступљенији јазавци и велики број занимљивих птица као што су :тетреб-глухан, тетреб-мали,јаребица камењарка и љештарка. На Проклетијама се може наћи и орао брадан.

## Становништво
Становништво ове историјски нестабилне регије су обликовали велика разарања, сеобе и ратови. За време средњег века мноштво словенског становништва се доселило на простор Метохије због њене плодности и погодности за земљорадњу, сточарство, трговину и саобраћај. После продора Турака Османлија српско становништво под налетом бежи у деспотовину Стефана Лазаревића напуштајући плодну Метохијску котлину и допуштајући насељавање албанских сточара који су се спустили са околних планина. У зениту Османске власти, на просторима Метохије долази до распрострањене, исламизације и досељавања Турака на ове просторе, а највећи доказ је рушења српског идентитета на простору Метохије је рушење српских светиња од којих је најважнија манастир св.архангела Михаила код Призрена од које су Турци направили Синан пашину џамију. Делимично враћање српског живља на Метохију долази после балканских ратова када Краљевине Србија и Црна Гора успостављају своју владавину и на простор око Пећи долазе Црногорци из Полимља (од Васојевића). Насељеници су 1940. били у лошем стању, након две сушне године, и на "неплодној земљи", али такође и староседеоци. У време СФРЈ Југославије на простору Метохије је било 73% Албанаца и 13% Срба.

## Насеља
У Метохији постоји преко 500 насеља, углавном села са пољопривредним становништвом док су градска насеља малобројна и то углавном око великих река и на раскрсници путева (Пећ, Призрен и Ђаковица). Градови су углавном изграђени у турско-оријенталном стилу са уским калдрмисаним улицама, са једноспратним кућама ограђеним високим зидовима, сахат-кулама,џамијама са минаретима подељени су у махале. Села су у већини случајева збијеног типа, а понекад могу се наћи и села разбијеног типа. Села разбијеног типа се јављају у Пећком Подгору и Ругову. На високим планинама као што су Проклетије и Шар планина се могу наћи сезонска сточарска насеља као што су катуну и бачије. Што се тиче албанског становништва који у свакој кући имају посебне просторије за мушкарце и жене и који живе у великим породичним задругама, те су зграде многобројне и ограђене јаким зидом. Највећи градови у Метохији су Пећ, Призрен, Ораховац, Ђаковица, Дечани, Сува Река и Исток.

### Пећ
Један од најмногољуднијих градова у покрајини, налази се на западном подножју Проклетија и лежи на висини од 505 метара. Северно од Пећи је брдо Јарина које је под виноградима, а на југу је брдо Карагач. Кроз центар града протиче река Пећка Бистрица, која се више Пећи пробија кроз Руговску клисуру. Још у немањићкој Србији Пећ је као град имао велики број становника (око 12 000 што је тада то била права реткост), велики културно-историјски значај овог града сведочи то да је Пећ био седиште српске патријаршије која је од 1346. године са мањим или већим прекидима то остала и до данас.

### Призрен
Некадашња престоница српског царства, познатији још и као српски Цариград. Подигнут је у подножју Шаре, на великој плавини Призренске Бистрице која као и код Пећи протиче средином града. Град лежи на излазу реке из Дувке клисуре у секундарној Призренској котлини. За време владавине Римљана на месту Призрена је лежало насеље Тхеранда, а у византинско време Приздријан. Значај о овом граду говори то да је цар Душан баш Призрен изабрао за своју престоницу у којој је 1355. године био сахрањен у својој задужбини Св. Арханђела Михаила. Призрен је крајем XVII века страдао од куге.

### Ђаковица
Налази се на око 350 метара надморске висине на планини Паштрик. Ђаковица је пример града са грађевинама које су карактеристичне за турски феудални стил градње, наиме, Ђаковица је у свом историјском језгру састоји од високих беговских кућа које су опасане јаким и високим зидовима. Околина Ђаковице је погодна за винограде, воћњаке а погодна је и за стоку. Такође код Ђаковице налази се Дева (познати рудник хрома).
- Ђаковица
- Пећ
- Призрен